# World Congress of Soil Science

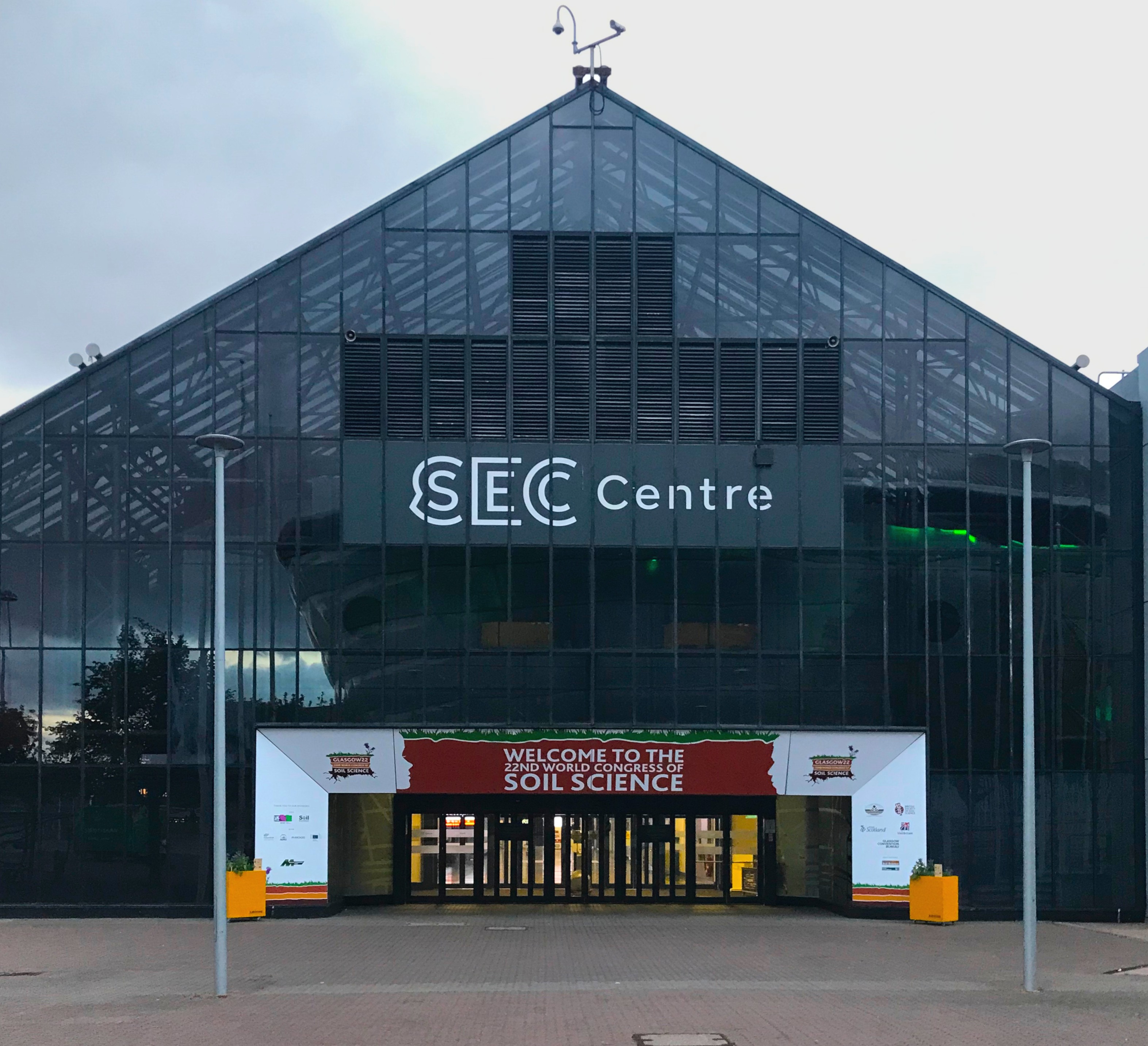
Haupteingang der Ausgabe 2022 in Glasgow

Der World Congress of Soil Science (WCSS) (deutsch: Weltkongress der Bodenwissenschaften) ist eine Konferenz, die alle vier Jahre stattfindet und von der Internationalen Union of Soil Sciences (IUSS) ausgerichtet wird. Der 1927 begonnene Veranstaltungsrhythmus wurde lediglich während des Zweiten Weltkrieges unterbrochen.
Das Ziel der Kongresse, die in der Regel von mehr als 2000 Mitgliedern besucht werden, ist der Austausch der neuesten Ergebnisse der Bodenwissenschaften einschließlich Fragen der Pflanzenernährung mit Düngern und Bioeffektoren.
Der neunzehnte WCSS fand im August 2010 in Brisbane in Australien statt. Thema des Kongresses war „Soil solutions for a changing world“.
Der zwanzigste Kongress fand im Juni 2014 auf der Jeju-do-Insel in Südkorea statt. Veranstalter war die Koreanische Gesellschaft für Bodenforschung und Düngung. Thema des Kongresses war „Soils embrace life and universe“, Veranstaltungsort war das ICC JEJU Convention Centre.
Der 21. WCSS fand im August 2018 in Rio de Janeiro in Brasilien statt und der 22. WCSS 2022 in Glasgow (Vereinigtes Königreich). 
Der 23. WCSS ist für 2026 in Nanjing (China) vorgesehen und der 24. WCSS für 2030 in Toronto (Kanada).
Veranstaltungsorte der WCSS:
| WCSS | Jahr | Tagungsort                                  |
| ---- | ---- | ------------------------------------------- |
| 24.  | 2030 | Toronto, Kanada                             |
| 23.  | 2026 | Nanjing, China                              |
| 22.  | 2022 | Glasgow, Schottland, Vereinigtes Königreich |
| 21.  | 2018 | Rio de Janeiro, Brasilien                   |
| 20.  | 2014 | Jeju-do Island, Südkorea                    |
| 19.  | 2010 | Brisbane, Queensland, Australien            |
| 18.  | 2006 | Philadelphia, Pennsylvania, USA             |
| 17.  | 2002 | Bangkok, Thailand                           |
| 16.  | 1998 | Montpellier, Frankreich                     |
| 15.  | 1994 | Acapulco, Mexiko                            |
| 14.  | 1990 | Kyoto, Japan                                |
| 13.  | 1986 | Hamburg, Deutschland                        |
| 12.  | 1982 | Neu-Delhi, Indien                           |
| 11.  | 1978 | Edmonton, Alberta, Kanada                   |
| 10.  | 1974 | Moskau, Russland                            |
| 9.   | 1968 | Adelaide, Australien                        |
| 8.   | 1964 | Bukarest, Rumänien                          |
| 7.   | 1960 | Madison, USA                                |
| 6.   | 1956 | Paris, Frankreich                           |
| 5.   | 1954 | Kinshasa, Demokratische Republik Kongo      |
| 4.   | 1950 | Amsterdam, Niederlande                      |
| 3.   | 1935 | Oxford, England                             |
| 2.   | 1930 | Leningrad, Russland                         |
| 1.   | 1927 | Washington, D.C., USA                       |